# Hedychrum gerstaeckeri
Hedychrum gerstaeckeri é uma espécie de insetos himenópteros, mais especificamente de vespas, pertencente à família Chrysididae.
A autoridade científica da subespécie é Chevrier, tendo sido descrita no ano de 1869.
Trata-se de uma espécie presente no território português.